# Yuka Momiki
Yuka Momiki (籾木 結花 Momiki Yuka?), född 9 april 1996, är en japansk fotbollsspelare som spelar för engelska Leicester City.
Momiki har spelat 41 landskamper och gjort 14 mål för det japanska landslaget.

## Klubbkarriär
Den 22 maj 2020 värvades Momiki av amerikanska OL Reign. Den 13 augusti 2020 lånades hon ut till Linköpings FC på ett låneavtal över resten av säsongen 2020. Momiki spelade endast en match under säsongen innan hon blev skadad. I juli 2021 lånades Momiki på nytt ut till Linköping FC på låneavtal över resten av säsongen 2021. I december 2021 skrev hon på ett tvåårskontrakt med Linköping FC.
I januari 2024 värvades Momiki av engelska Leicester City, där hon skrev på ett 1,5-årskontrakt.